# Egzon Misini
Egzon Misini, né le 5 avril 1994, est un coureur cycliste kosovar.

## Biographie
En 2016, Egzon Misini termine deuxième du Tour du Kosovo, tout en ayant remporté une étape. Il devient également champion national du contre-la-montre dans la catégorie espoirs (moins de 23 ans). 
En juin 2018, il s'impose sur l'épreuve chronométrée des championnats du Kosovo chez les élites.

## Palmarès et résultats

### Palmarès par année
- 2016
  -  Champion du Kosovo du contre-la-montre espoirs
  - 4e étape du Tour du Kosovo
  - 2e du Tour du Kosovo
  - 3e du championnat du Kosovo du contre-la-montre
- 2018
  -  Champion du Kosovo du contre-la-montre
  - 2e du championnat du Kosovo sur route
- 2020
  - 2e du championnat du Kosovo du contre-la-montre
  - 2e du championnat du Kosovo sur route

### Classements mondiaux
| Année           | 2016   | 2017 | 2018 | 2019 | 2020 |
| --------------- | ------ | ---- | ---- | ---- | ---- |
| UCI Europe Tour | 1 471e |      | 861e |      | 568e |